# 2019年東南亞運動會網球比賽
2019年東南亞運動會網球比賽於2019年12月1日至12月7日在菲律賓馬尼拉的黎剎紀念網球中心舉行。该届东南亚运动会网球比赛共涵盖五个赛项，分别为男单、女单、男双、女双及混双赛。

## 奖牌得主
| 赛项     | 金牌                                                        | 银牌                                               | 铜牌                                                       |  |  |  |
| 男子单打 | 李黄南 · 越南（VIE）                                        | 达尼尔高阮 · 越南（VIE）                           | Alberto Lim Jr. · 菲律宾（PHI）                            |  |  |  |
| 男子单打 | 李黄南 · 越南（VIE）                                        | 达尼尔高阮 · 越南（VIE）                           | Jeson Patrombon · 菲律宾（PHI）                            |  |  |  |
| 女子单打 | 阿尔迪拉·苏提亚迪 · 印度尼西亚（INA）                       | 沙万娜璃阮 · 越南（VIE）                           | 普利斯卡·努格罗霍 · 印度尼西亚（INA）                      |  |  |  |
| 女子单打 | 阿尔迪拉·苏提亚迪 · 印度尼西亚（INA）                       | 沙万娜璃阮 · 越南（VIE）                           | Aunchisa Chanta · 泰国（THA）                              |  |  |  |
|          |                                                             |                                                    |                                                            |  |  |  |
| 男子双打 | 菲律宾（PHI） · 弗朗西斯·阿尔坎塔拉 · Jeson Patrombon       | 菲律宾（PHI） · 鲁本·冈萨雷斯 · 崔特·康拉德·休伊   | 越南（VIE） · 达尼尔高阮 · Nguyễn Văn Phương               |  |  |  |
| 男子双打 | 菲律宾（PHI） · 弗朗西斯·阿尔坎塔拉 · Jeson Patrombon       | 菲律宾（PHI） · 鲁本·冈萨雷斯 · 崔特·康拉德·休伊   | 越南（VIE） · Lê Quốc Khánh · 李黄南                       |  |  |  |
| 女子双打 | 印度尼西亚（INA） · Beatrice Gumulya · Jessy Rompies        | 泰国（THA） · 平堂·普利普耶荷 · 撻瑪茵·塔娜蘇甘    | 泰国（THA） · Patcharin Cheapchandej · 盧克西卡·康坎       |  |  |  |
| 女子双打 | 印度尼西亚（INA） · Beatrice Gumulya · Jessy Rompies        | 泰国（THA） · 平堂·普利普耶荷 · 撻瑪茵·塔娜蘇甘    | 越南（VIE） · Phan Thị Thanh Bình · Trần Thụy Thanh Trúc   |  |  |  |
| 混合双打 | 印度尼西亚（INA） · 阿尔迪拉·苏提亚迪 · Christopher Rungkat | 泰国（THA） · 撻瑪茵·塔娜蘇甘 · Sanchai Ratiwatana | 印度尼西亚（INA） · Beatrice Gumulya · David Agung Susanto |  |  |  |
| 混合双打 | 印度尼西亚（INA） · 阿尔迪拉·苏提亚迪 · Christopher Rungkat | 泰国（THA） · 撻瑪茵·塔娜蘇甘 · Sanchai Ratiwatana | 泰国（THA） · Patcharin Cheapchandej · 颂差·拉迪瓦达那     |  |  |  |

## 奖牌榜
*   主办国家/地区（菲律宾）
| 排名              | 国家              | 金牌 | 銀牌 | 銅牌 | 总计 |
| ----------------- | ----------------- | ---- | ---- | ---- | ---- |
| 1                 | 印度尼西亚（INA） | 3    | 0    | 2    | 5    |
| 2                 | 越南（VIE）       | 1    | 2    | 3    | 6    |
| 3                 | 菲律宾（PHI）*    | 1    | 1    | 2    | 4    |
| 4                 | 泰国（THA）       | 0    | 2    | 3    | 5    |
| 总计（共4个国家） | 总计（共4个国家） | 5    | 5    | 10   | 20   |

## 外部鏈接
- 2019年東南亞運動會官方網站 （英文）